# Đảo Alexander
Đảo Alexander, còn được gọi là Đảo Alexander I, Quần đảo Alexander I và Zemlja Alexandra I, là hòn đảo lớn nhất ở Nam Cực. Đảo này nằm ở biển Bellingshausen phía tây Palmer Land, Bán đảo Nam Cực, nơi được ngăn cách bởi vịnh Marguerite và George VI Sound. Thềm băng George VI hoàn toàn lấp đầy George VI Sound và kết nối đảo Alexander với Palmer Land. Hòn đảo một phần bao bọc quanh Wilkins Sound, nằm ở phía tây. Đảo Alexander có chiều dài khoảng 240 dặm (390 km) theo hướng bắc-nam, rộng 50 dặm (80 km) ở phía bắc, và rộng 150 dặm (240 km) ở phía nam. Đảo Alexander là hòn đảo không có người lớn thứ hai trên thế giới, sau đảo Devon.